# Vedsø
Vedsø är en sjö i Danmark.   Den ligger i Viborgs kommun,  Region Mittjylland, 210 km väster om Köpenhamn. Vedsø ligger 7 meter över havet. Arean är 1,5 kvadratkilometer. 